# Cuencas en islas al sur del estrecho de Magallanes
Las cuencas en islas al sur del estrecho de Magallanes es el nombre dado al ítem 127 del inventario de cuencas de Chile que está formado por las islas del lado occidental sur del estrecho de Magallanes. El inventario de cuencas de Chile (DARH) consigna estas cuencas bajo el código 1207 con el nombre "Cuencas Islas al Sur Estrecho de Magallanes".
A partir de los años 70 se ha ampliado el concepto de cuenca hasta entender, ya en los primeros años del siglo XXI, una cuenca hidrográfica en lo que respecta a su definición espacial y funcional, como la unidad geopolítica y socioeconómica más apropiada y racional para el desarrollo integrado de los recursos de tierras y aguas asociados a la vegetación y en conjunto con los usuarios de nivel local y regional.: 17 : 4 

El ítem 127 del inventario.

## Límites
El grupo de islas, pertenecientes a diferentes archipiélagos, limita al oeste con el océano Pacífico, al norte y al este con el estrecho que tiene una dirección SE a NW y al sur con el canal Magdalena que bordea el extremo oeste de la isla grande de Tierra del Fuego.

## Población
Con excepción del faro Evangelistas no son conocidos otros asentamientos humanos en la zona.

## Subdivisiones
La Dirección General de Aguas ha subdividido las cuencas para mejor estudio y manejo en el inventario de cuenca de Chile (BNA) como sigue:: 11 
| Cuenca                                                                        | Subcuenca | Subsubcuenca | Aguas                                                       | Área drenaje km² | Observaciones |
| ----------------------------------------------------------------------------- | --------- | ------------ | ----------------------------------------------------------- | ---------------- | ------------- |
| 127 Categoría:Cuencas en islas al sur del Estrecho de Magallanes (127) (mapa) |           |              |                                                             |                  |               |
| 127                                                                           | 1270      | 12700        | Isla Desolacion y adyacentes                                | 4550             |               |
| 127                                                                           | 1271      | 12710        | Isla Jacques                                                | 1304             |               |
| 127                                                                           | 1272      | 12720        | Islas S del Seno Dynevor y C Abra al O I Sta Inés           | 3450             |               |
| 127                                                                           | 1273      | 12730        | Isla Santa Inés y Carlos III                                | 7482             |               |
| 127                                                                           | 1274      | 12740        | Islas al S I Sta Inés - O C Bárbara y C Cockburn            | 6745             |               |
| 127                                                                           | 1275      | 12750        | Islas Clarence y adyacentes                                 | 2282             |               |
| 127                                                                           | 1276      | 12760        | Isla Capitán Aracena y adyacentes                           | 2120             |               |
| total:                                                                        | 7         | 7            | Región: XII (100%) / Tipo: Exorreica / Desemb.: O. Pacífico | 27933            |               |

El inventario de cuencas de Chile (DARH) las divide según el siguiente orden:
| Código | Nombre                                                                 | Código en mapa                              | Tipología de cuenca                         | Vertiente de cuenca                         | Origen de cuenca                            | Temperatura media anual (C°)                | Temperatura máxima (C°)                     | Temperatura mínima (C°)                     | Precipitación anual (mm)                    | Número de estaciones fluviométricas         | Número de estaciones pluviométricas         | Área (km²)                                  |
| ------ | ---------------------------------------------------------------------- | ------------------------------------------- | ------------------------------------------- | ------------------------------------------- | ------------------------------------------- | ------------------------------------------- | ------------------------------------------- | ------------------------------------------- | ------------------------------------------- | ------------------------------------------- | ------------------------------------------- | ------------------------------------------- |
| 1207   | Cuencas Islas al Sur Estrecho de Magallanes                            | Cuencas Islas al Sur Estrecho de Magallanes | Cuencas Islas al Sur Estrecho de Magallanes | Cuencas Islas al Sur Estrecho de Magallanes | Cuencas Islas al Sur Estrecho de Magallanes | Cuencas Islas al Sur Estrecho de Magallanes | Cuencas Islas al Sur Estrecho de Magallanes | Cuencas Islas al Sur Estrecho de Magallanes | Cuencas Islas al Sur Estrecho de Magallanes | Cuencas Islas al Sur Estrecho de Magallanes | Cuencas Islas al Sur Estrecho de Magallanes | Cuencas Islas al Sur Estrecho de Magallanes |
| 120700 | Isla Desolación y adyacentes                                           | 0                                           | Exorreica                                   | Pacífico                                    | Pluvial                                     | 5.5                                         | 11.5                                        | 0.1                                         | 3800.8                                      | 0                                           | 0                                           | 970.0                                       |
| 120701 | Isla Jacques                                                           | 0                                           | Exorreica                                   | Pacífico                                    | Pluvial                                     | 5.6                                         | 12.7                                        | -0.5                                        | 3083.0                                      | 0                                           | 0                                           | 655.4                                       |
| 120702 | Islas al Sur del Seno Dyvenor y Canal Abra al Oeste Isla Santa Inés    | 0                                           | Exorreica                                   | Pacífico                                    | Pluvial                                     | 5.6                                         | 12.3                                        | -0.2                                        | 3303.4                                      | 0                                           | 0                                           | 592.8                                       |
| 120703 | Isla Santa Inés y Carlos III                                           | 0                                           | Exorreica                                   | Pacífico                                    | Pluvial                                     | 4.7                                         | 12.1                                        | -1.5                                        | 2145.3                                      | 0                                           | 0                                           | 3366.0                                      |
| 120704 | Islas al Sur Isla Santa Inés y al Oeste Canal Bárbara y Canal Cockburn | 0                                           | Exorreica                                   | Pacífico                                    | Pluvial                                     | 5.3                                         | 12.4                                        | -0.6                                        | 2093.5                                      | 0                                           | 0                                           | 899.4                                       |
| 120705 | Islas Clarence y adyacentes                                            | 0                                           | Exorreica                                   | Pacífico                                    | Pluvial                                     | 4.7                                         | 12.3                                        | -1.4                                        | 1478.2                                      | 0                                           | 0                                           | 1389.9                                      |
| 120706 | Isla Capitán Aracena                                                   | 0                                           | Exorreica                                   | Pacífico                                    | Pluvial                                     | 4.7                                         | 12.2                                        | -1.3                                        | 1206.3                                      | 0                                           | 0                                           | 1331.3                                      |

## Hidrografía

### Red hidrográfica
No se tiene información sobre el área. Un informe del Ministerio de Obras Públicas sobre la Región de Magallanes menciona varias cuencas, pero ninguna de ellas en el ítem 127.: 10  Otro informe descarta su estudio debido a que : cabe mencionar que el Componente Cuencas Hidrográficas dentro del Plan Regional de Ordenamiento territorial (PROT) describe que la Región posee 10 cuencas hidrográficas. Sin embargo, la mayoría de ellas cubren zonas despobladas debido a lo accidentado de la geografía que rodea los cursos de agua, y gran parte del territorio está constituido por el Sistema Nacional de áreas Silvestres Protegidas. Debido a ello, las cuencas que cubren áreas con estas características fueron excluidas del estudio.: 25 

### Glaciares

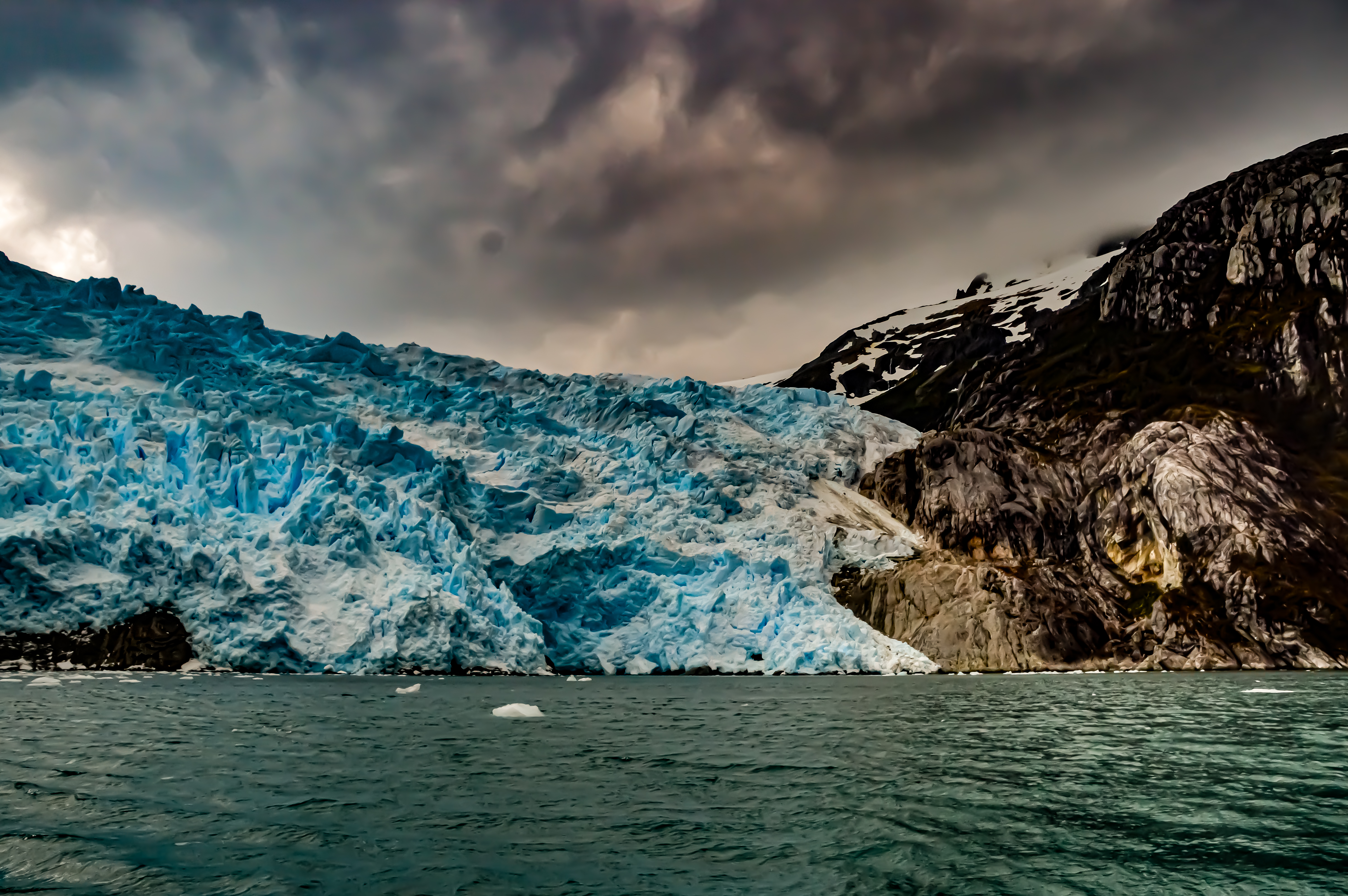
Glaciar Sarmiento de Gamboa en la isla Santa Inés.

En la isla Santa Inés existen 384 glaciares que cubren 260 km² y almacenan cerca de 13,63 km³ de agua según el Inventario público de glaciares de Chile 2022, entre ellos: Los principales están reunidos en el campo de hielo Isla Santa Inés
- Glaciar Helado
- Glaciar Sarmiento de Gamboa
- Glaciar Beatriz
- Glaciar Snoring
- Glaciar Hooke
- Glaciar Alejandro

### Desaladoras
En las instalaciones de centros de cultivos salmonídeos de la empresa "Nova Austral" se han instalado desaladoras en 4 sectores de la isla Clarence, los primeros de esta categoría de obtención de agua, con capacidad para producir un máximo de 0,15 l/s cada planta instalada.: 80 

## Clima

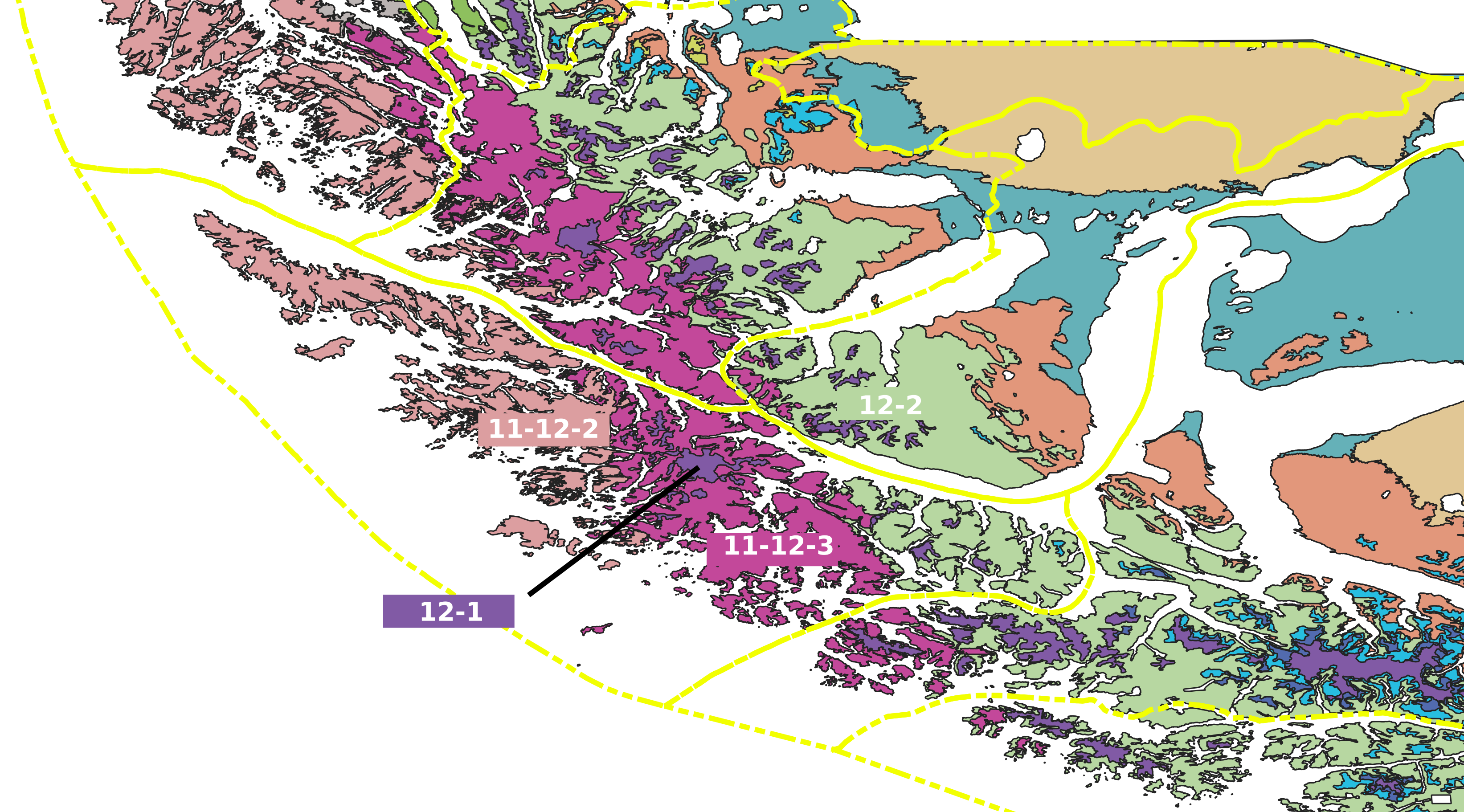
Distritos agroclimáticos en el ítem 127 del inventario de cuencas de Chile según el Atlas agroclimático de Chile.

El atlas agroclimático de Chile muestra para el ítem 127 grosso modo cuatro tipos de clima. "11-12-2", "11-12-3", "12-2". El cuarto son dos pequeños sectores cuyo tipo de clima es "12-1".
El atlas agroclimático en su tomo 6, página 36, describe el clima en el distrito "11-12-2"  (    ), que encontramos en los 22456 km² que ocupan las islas más occidentales desde el golfo de Penas hasta la isla Desolación (archipiélago Madre de Dios, archipiélago Reina Adelaida, faro Bahía Félix, faro Punta San Miguel, isla Presidente Gabriel González Videla.) a una altitud promedio de 377 m s. n. m., como clima tipo tundra, ET y con las siguientes características:: 36 
La temperatura varía entre un máximo de enero de 13,2 °C y un mínimo de julio de 1.8 °C. Tiene un promedio de 50 días consecutivos libres de heladas. En el año se registra un promedio de 71 heladas. El periodo de temperaturas favorables a la actividad vegetativa dura 0 meses. Registra anualmente 117 días grado y 1.800 horas de frío acumuladas hasta el 31 de Julio. La precipitación media anual es de 3.849 mm y un periodo seco de 0 meses, con un déficit hídrico de 0 mm/año. El período húmedo dura 12 meses durante los cuales se produce un excedente hídrico de 3.297 mm. 
En los distritos "11-12-3" (    ) se tiene una altitud promedio de 250 m s. n. m. y un área de 17064 km² (archipiélago Wellington, faro Bahía Good Luck, faro Cabo Walker, faro Dashwood, faro Isla Cutler, Puerto Edén, Rauco.) que se pueden encontrar entre las islas más occidentales y el continente desde Puerto Cisnes hasta la isla Santa Inés, domina un clima ET con las siguientes características:: 37 
La temperatura varía entre un máximo de enero de 13,5 °C y un mínimo de julio de 0,2 °C. Tiene un promedio de 0 días consecutivos libres de heladas. En el año se registra un promedio de 123 heladas. El periodo de temperaturas favorables a la actividad vegetativa dura 0 meses. Registra anualmente 112 días grado y 1.800 horas de frío acumuladas hasta el 31 de Julio. La precipitación media anual es de 3.072 mm y un periodo seco de 0 meses, con un déficit hídrico de 0 mm/año. El período húmedo dura 12 meses durante los cuales se produce un excedente hídrico de 2.418 mm.
Los distritos "12-2" (    ) tienen una altitud promedio de 112 m s. n. m. y una extensión de 20.738 km² (cabo Froward, faro Islote Cohron, isla Clarence, isla Riesco, península Dumas) y sus características son:
La temperatura varía entre un máximo de enero de 12,7 °C y un mínimo de julio de -0,2 °C. Tiene un promedio de 0 días consecutivos libres de heladas. En el año se registra un promedio de 137 heladas. El periodo de temperaturas favorables a la actividad vegetativa dura 0 meses. Registra anualmente 84 días grado y 1.800 horas de frio acumuladas hasta el 31 de Julio. La precipitación media anual es de 1.787 mm y un periodo seco de 0 meses, con un déficit hídrico de 0 mm/año. El período húmedo dura 12 meses durante los cuales se produce un excedente hídrico de 1.137 mm.
El tipo de clima "12-1" (    ) se encuentra en una altitud promedioa de 1523 m s. n. m. en un área total de 3460 km² (cabo Wilson, cerro Darwin, cerro Francés, cordillera Darwin, isla Santa Inés, isla Stewart, monte Maxwell) y sus principales características son:: 46 
La temperatura varía entre un máximo de enero de 8 °C y un mínimo de julio de -0.6 °C. Tiene un promedio de 0 días consecutivos libres de heladas. En el año se registra un promedio de 239 heladas. El periodo de temperaturas favorables a la actividad vegetativa dura 0 meses. Registra anualmente 9 días grado y 1.800 horas de frío acumuladas hasta el 31 de Julio. La precipitación media anual es de 3.055 mm y un periodo seco de 0 meses, con un déficit hídrico de 0 mm/año. El período húmedo dura 12 meses durante los cuales se produce un excedente hídrico de 2.488 mm.

## Actividades económicas
En el ítem 127 al año 2012 no existían ni caudales superficiales ni derechos superficiales otorgados en el ítem 127 por la DGA.: 42, 43 

## Zonas protegidas
El ítem 127 está totalmente incluido en la Reserva nacional Alacalufes, que se expande también por algunos ítems vecinos.